# Porrhothele
Famille
Genre
Porrhothele est un genre d'araignées mygalomorphes, le seul de la famille des Porrhothelidae.

## Distribution
Les espèces de ce genre sont endémiques de Nouvelle-Zélande.

## Liste des espèces
Selon World Spider Catalog (version 23.0, 31/03/2022) :
- Porrhothele antipodiana (Walckenaer, 1837)
- Porrhothele blanda Forster, 1968
- Porrhothele moana Forster, 1968
- Porrhothele modesta Forster, 1968
- Porrhothele quadrigyna Forster, 1968

## Systématique et taxinomie
Ce genre a été décrit par Simon en 1892 dans les Aviculariidae. Il est placé dans les Hexathelidae par Raven en 1980 puis dans les Porrhothelidae par Hedin, Derkarabetian, Ramírez, Vink et Bond en 2018.

## Publications originales
- Simon, 1892 : Histoire naturelle des araignées. Paris, vol. 1, p. 1-256 (texte intégral).
- Hedin, Derkarabetian, Ramírez, Vink & Bond, 2018 : « Phylogenomic reclassification of the world’s most venomous spiders (Mygalomorphae, Atracinae), with implications for venom evolution. » Scientific Reports, vol. 8, no 1636, p. 1-7.